# Sudu
Sudu is een bestuurslaag in het regentschap Bojonegoro van de provincie Oost-Java, Indonesië. Sudu telt 2155 inwoners (volkstelling 2010).